# Vallfogona de Riucorb
Vallfogona de Riucorb ist eine Gemeinde (Municipio) mit 97 Einwohnern (Stand: 2024) im Südosten Kataloniens in Spanien. 

## Lage
Vallfogona de Riucorb liegt 46 Kilometer nördlich von Tarragona in einer durchschnittlichen Höhe von ca. 575 m. 

## Bevölkerungsentwicklung
| Jahr      | 1970 | 1981 | 1991 | 2001 | 2011 | 2021 |
| --------- | ---- | ---- | ---- | ---- | ---- | ---- |
| Einwohner | 180  | 128  | 102  | 146  | 115  | 77   |

## Sehenswürdigkeiten

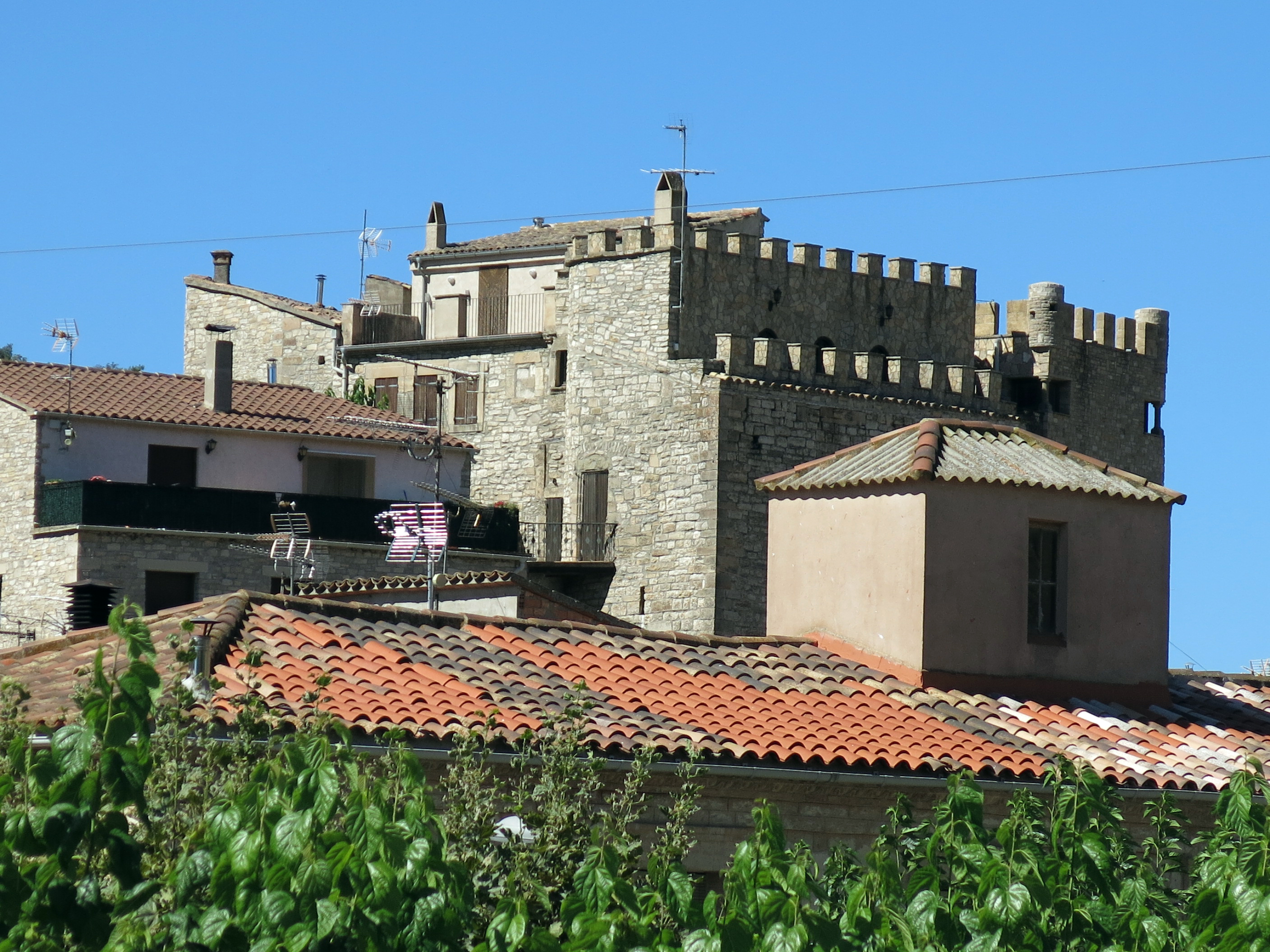
Burganlage
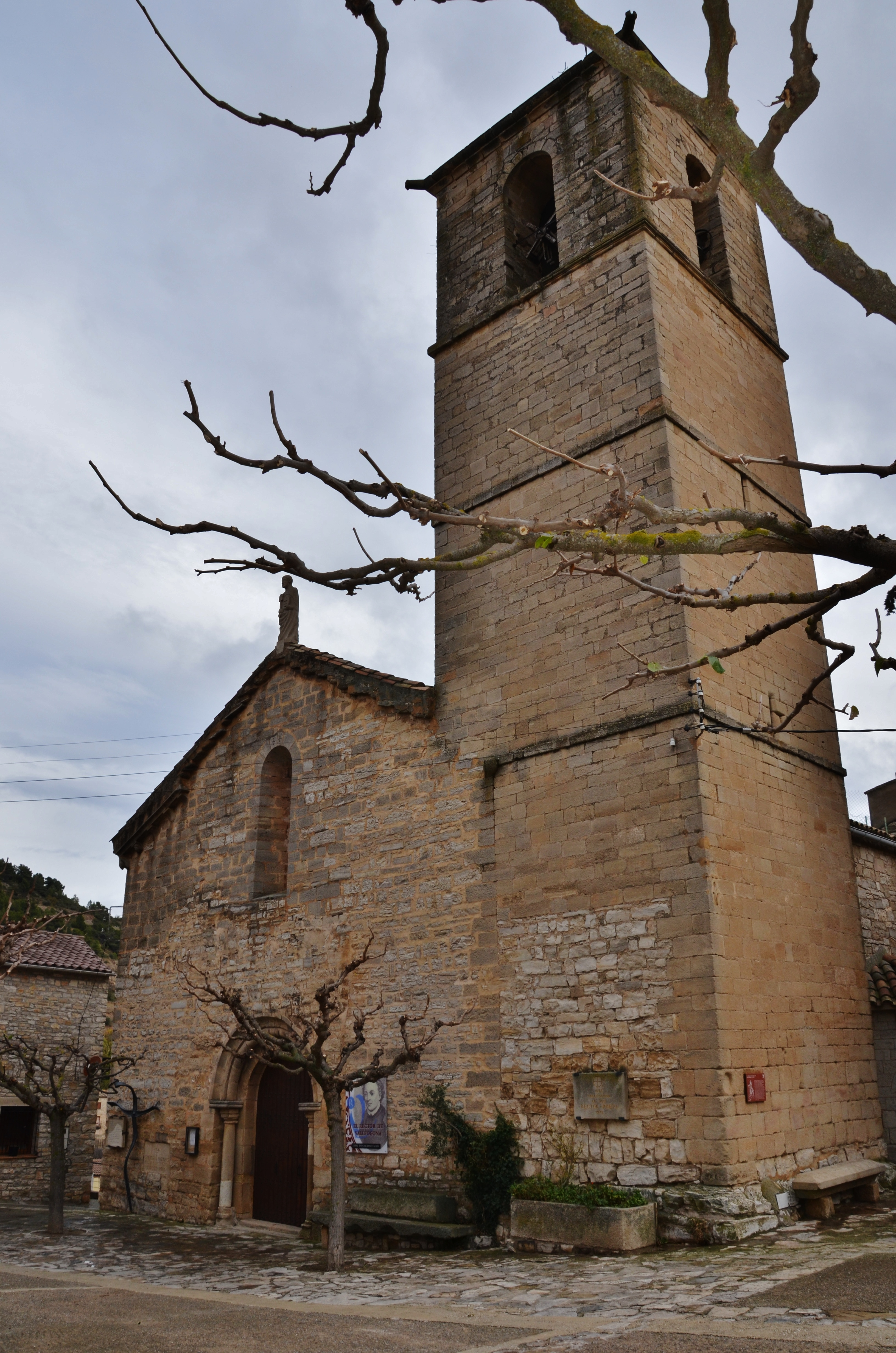
Marienkirche
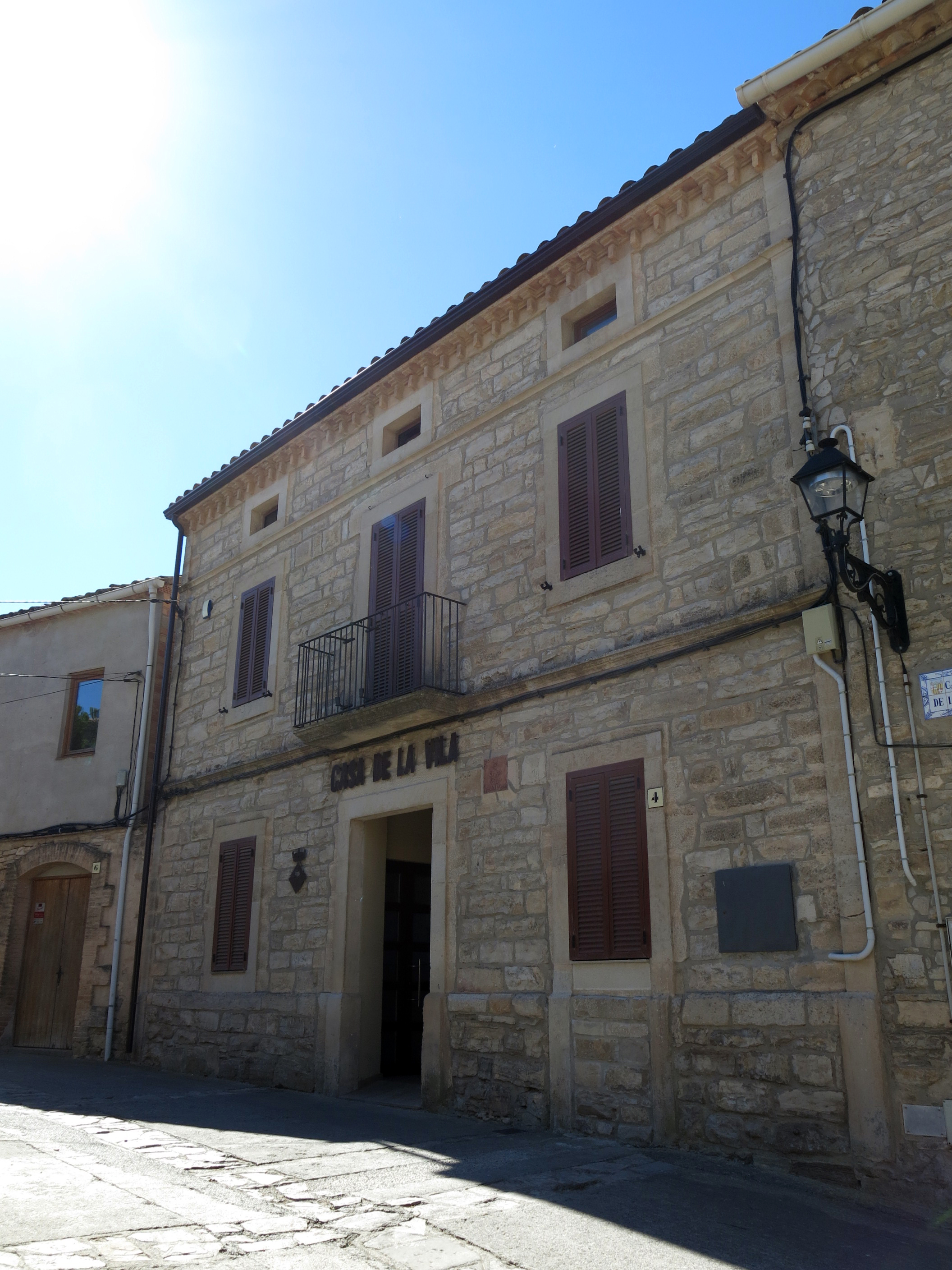
Rathaus

- Burganlage
- Marienkirche
- Rathaus